# Adam Zamoyski (historyk)
Adam Stefan Zamoyski (ur. 11 stycznia 1949 w Nowym Jorku) – brytyjski historyk i publicysta pochodzenia polskiego, kawaler maltański, były prezes zarządu Fundacji Książąt Czartoryskich. Syn Stefana Adama Zamoyskiego i Elżbiety Czartoryskiej.

## Życiorys
Wychował się w Anglii, od wielu lat mieszka w Londynie. Ukończył Downside School oraz The Queen’s College na Oxfordzie. Jest dziennikarzem BBC i „Financial Times”. Jako niezależny historyk zajmuje się problematyką Polski oraz, ogólniej, Europy w XIX wieku. W 1997 otrzymał dyplom ministra spraw zagranicznych RP za wybitne zasługi dla kultury polskiej. W 2007 Społeczny Instytut Wydawniczy „Znak” otrzymał Nagrodę im. prof. Jerzego Skowronka za jego książkę 1812. Wojna z Rosją. Jego pierwszą książką jest wydana w Londynie w 1979 biografia Fryderyka Chopina. Jego teksty zamieszczane były w The Times, The Daily Telegraph, The Sunday Telegraph, The Independent, The Guardian, The Evening Standard, The Art Newspaper, The Australian, Tatler, Departures Magazine, Country Life, Event, Apollo, Harpers & Quee, Wiadomościach, Tygodniu Polskim i Dzienniku Polskim. Członek Polskiego Towarzystwa Naukowego na Obczyźnie.

## Życie prywatne
16 czerwca 2001 w Londynie poślubił artystkę Emmę Sergeant. Jest bratem Marii Heleny i Zdzisława Klemensa. Mówi po polsku, francusku, angielsku, rosyjsku oraz włosku. Kraj swoich rodziców (opuścili oni Polskę po wybuchu II wojny światowej) odwiedził po raz pierwszy w latach 60.

## Publikacje
Książki
- Chopin, A New Biography, Collins, Londyn 1979 (I wyd. pol. Chopin, Państwowy Instytut Wydawniczy, Warszawa 1985, seria „Biografie Sławnych Ludzi”)
- The Battle for the Marchlands, A history of the 1920 Polish-Soviet War, East European Monographs, Boulder 1981
- Paderewski, A Biography, Collins, Londyn 1982 (I wyd. pol. Paderewski, Państwowy Instytut Wydawniczy, Warszawa 1992)
- The Polish Way, A Thousand-year History of the Poles and their Culture, John Murray, Londyn 1987 (I wyd. pol. Własną drogą, Znak, Kraków 2002)
- The Last King of Poland, Jonathan Cape, Londyn 1992
- The Forgotten Few. The Polish Air Force in the Second World War, John Murray, Londyn 1995 (I tłum. pol. Zapomniane dywizjony. Losy wojenne lotników polskich, Puls, Londyn 1995 (I wyd. pol. Orły nad Europą, Wydawnictwo Literackie, Kraków 2004)
- Holy Madness. Romantics, Patriots & Revolutionaries 1776–1871, Weidenfeld & Nicolson, Londyn 1999 (I wyd. pol. Święte szaleństwo. Romantycy, patrioci, rewolucjoniści 1776-1871, Wydawnictwo Literackie, Kraków 2015)
- Poland. A Treveller’s Gazetteer, John Murray, Londyn 2001
- The Czartoryski Museum, Azimuth Editions, Londyn 2001
- 1812. Napoleon’s Fatal March on Moscow, HarperCollins, Londyn 2004 (I wyd. pol. 1812. Wojna z Rosją, Znak, Kraków 2007)
- Warsaw 1920. Lenin’s Failed Conquest of Europe (I wyd. pol. Warszawa 1920. Nieudany podbój Europy. Klęska Lenina, Wydawnictwo Literackie, Kraków 2009.)
- Polska. Opowieść o dziejach niezwykłego narodu 966-2008, Wydawnictwo Literackie, Kraków 2011
- Phantom Terror: The Threat of Revolution and the Repression of Liberty 1789-1848, William Collins, Londyn 2014 (I wyd. pol. Urojone widmo rewolucji. Tajne spiski i tłumienie ruchów wolnościowych 1789-1848, Wydawnictwo Literackie, Kraków 2016.)
- Napoleon. Człowiek i mit, Kraków 2019, ISBN 978-83-08-06918-9.

Eseje, artykuły i monografie
- Napoleon’s Polish Aide-de-Camp, History Today, July 1973
- The Underground Factory: Poland in 1939–45, History Today, December 1974
- The Jews in Poland, 1264–1795, History Today, February 1976
- The Jews in Poland, 1795–1939, History Today, March 1976
- Chopin the Tone-Poet, Programme notes, Aldeburgh Festival 1980
- Polish Renaissance Palaces, Country Life, May 1988
- States of Mind: Poland and Ireland, Encounter, July/August 1989
- Polish-Turkish Cultural Affinities, Turquoise, No.5, Winter 1989–90
- The Political Vision of Stanisław Augustus, in Exhibition Catalogue, Treasures of a Polish King, Dulwich Picture Gallery, London, 1992
- Polish Hunting in the Past, Country Life, July 1992
- Polish Villas, Country Life, July 1993
- Działalność Edwarda Raczyńskiego w okresie powojennym, in Działalność dyplomatyczna i polityczna Edwarda Raczyńskiego, Łódź 1994
- Nine entries in the Macmillan Dictionary of Art, London 1996
- King Stanisław II Augustus, in Exhibition catalogue Polens letzter Konig un seine Maler, Neue Pinakothek, Munchen 1995
- The Art of the Possible in Constitution and Reform in Eighteenth-Century Poland. The Constitution of 3 May 1791, ed. Samuel Fiszman, Indiana University Press, Bloomington 1997
- Okres Hotelu Lambert, chapter in Muzeum Książąt Czartoryskich, Kraków, 1998
- Poland’s Parliamentary Tradition, Wydawnictwa Sejmowe, Warsaw 1997
- The History of Poland in the 16th–18th centuries, in Land of the Winged Horsemen. Art in Poland 1572–1764, Jan K. Ostrowski ed., Alexandria, Va, 1999
- Chopin. Duch Romantyzmu in Romantyzm: Malarstwo w Czasach Fryderyka Chopina, Warsaw 1999
- Napoleon Triumphs in Russia, in What Might Have Been, ed. by Andrew Roberts, London 2004

Redakcja
- Hieronim Florian Radziwiłł, Rzeczy którymi najgodniejszego mogę zabawić gościa, Twój Styl, Warszawa 1999.

Tłumaczenia
- Henryk Sienkiewicz, Charcoal Sketches and Other Tales (tytuł pol. Szkice węglem i inne opowiadania), Angel Books, Londyn 1990

## Odznaczenia
- Krzyż Komandorski Orderu Odrodzenia Polski (2007)[2]
- Krzyż Oficerski Orderu Odrodzenia Polski (1997)[3]
- Krzyż Kawalerski Orderu Odrodzenia Polski (21 czerwca 1982, nadany przez Edwarda Raczyńskiego)[4][3]
- Krzyż Oficerski Orderu Zasługi Rzeczypospolitej Polskiej (1996)[5]
- Odznaka Honorowa „Bene Merito” (2010)[6]
- Krzyż Komandorski z Gwiazdą Orderu Pro Merito Melitensi (1998)[3]
- Krzyż Kawalerski Orderu Pro Merito Melitensi (1983)[3]
- Medal Polonia Mater Nostra Est (2003)

## Nagrody
- Perła Honorowa Polskiej Gospodarki w kategorii krzewienie polskich tradycji i wartości patriotycznych (2010)[7]